# Музеј културне историје
Музеј културне историје чини део Народног музеја Пожаревац. Смештен је у кући градског типа у улици Немањина број 9 у Пожаревцу, а особен је по етнолошкој поставци грађанске културе с краја 19. и почетка 20. века.

## Историја
Зграда Музеја културне историје представља породичну кућу богатих трговачких породица Трифуновић и Несторовић. Саграђена је у неокласицистичком стилу средином 19. века. Према облику основе и урбанистичкој диспозицији, ова се једноспратна кућа својом ужом страном лоцирала уз регулацију улице док се курпус куће развијао по дубини парцеле. Кућа има 9 просторија и наткриљену терасу. У приземљу се налази 4 собе, 2 предсобља, кухиња и трпезарија. Такође у основном нивоу куће постоје пролази за подрум и таван. У уличном делу је живела породица док је дворишни корпус био махом резервисан за послугу. Двориште је било величине две површине куће и делом је било поплочано. Грађанска елита у Пожаревцу с краја 19. и почетка 20. века, почиње да гради удобне куће за породично становање од чврстог материјала, улепшава свој ентеријер масивним стилским намештајем, уметничким предметима, производима занатске делатности, стране и домаће израде, чиме исказује свој престиж, моћ и раскош. Стилски намештај је набављен у Пешти, Бечу и Београду. Рађен је по узору на европске стилове тадашњег времена – бидермајер, историјског еклектицизма, алтдојч стила.

## Изглед музеја
У Музеју културне историје, предмети из збирке примењене уметности, чине поставку грађанске културе између два века. Најрепрезентативнији део куће представља плави салон са осликаном таваницом на којој се налазе представе четири годишња доба, насталој у другој половини 19. века, као и сликане тапете у плавој и златној боји са мотивима изведеним преко шаблона. У угловима је насликана мртва природа.
Ентеријер Црвеног салона уређен је у духу времена у коме је настао: витрине, гарнитуре за седење (угаоне фотеље, столице, софа), мали сто, сто за пушење, огледало, ормар и пећ.
У витринама су смештене породичне драгоцености, али и симболи друштвеног положаја. Ту су делови стакленог сервиса са позлаћеним грбом, поклон Милоша Обреновића Стојану Рибарцу, либералном прваку и министру, затим комади сребрног посуђа, посуђа од бојеног стакла. У процес јавне и приватне презентације укључује се и фотографија у формату визит карте која добија истакнуто место у породичним албумима.
У кући је сачувано четири огледала од којих су два израђена као део декоративне целине. У првом случају то је двоножна комода а у другом је у питању етажера са краја 19. века.
Део предмета у овом објекту су стечени поклоном и откупом од угледних Пожаревљана и њихових потомака. Намештај спаваће собе чини гарнитура набављена 1895. године на сајму намештаја у Пешти. Она се састоји од брачног кревета, ноћне наткасне, наткасне са огледалом и два гардеробна ормара. Поред тога, постоји и ниша у зиду адаптирана у плакар за одећу.
Објекат се већ дуже време налази у процесу реконструкције.